# Leptogium arsenei
Leptogium arsenei är en lavart som beskrevs av Sierk. Leptogium arsenei ingår i släktet Leptogium och familjen Collemataceae.   Inga underarter finns listade i Catalogue of Life.